# 池上五郎右衛門
池上 五郎右衛門（いけがみ ごろうえもん、生没年不詳）は、室町・安土桃山時代の大工棟梁。

## 経歴・人物
元亀3年（1572年）織田信長から京都屋敷の建築を命じられ、普請奉行の村井貞勝らのもとで棟梁をつとめる。のち豊臣秀吉につかえた。